# Mungos gambianus
La mangusta gambiense (Mungos gambianus) è una specie della famiglia delle Herpestidae.
Vive principalmente nelle savane dell'Africa nordoccidentale, dal Gambia alla Nigeria.